# Teatro Éden

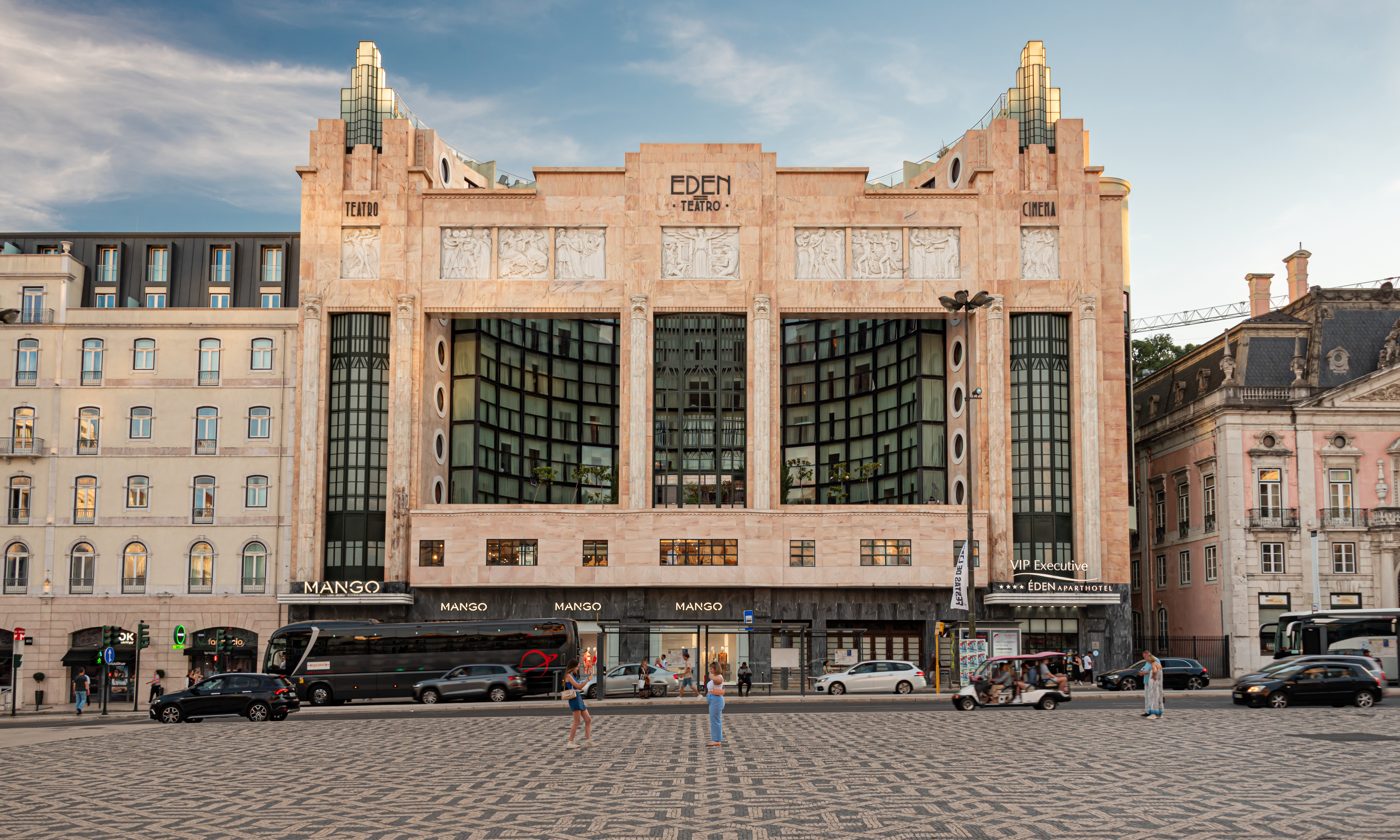
Die Fassade des „Eden“

Das Eden Teatro in Lissabon an der Adresse Praça dos Restauradores 24 war einst Lissabons prächtigstes Großkino der Zwischenkriegszeit.
Die Schöpfung der Architekten Cassiano Branco und Carlo Florencio Dias im Stil des Art déco wurde 1931 eröffnet und 1989 geschlossen. Das verödete Kinogebäude diente dann unter anderem als Drehort für den Film „Bis ans Ende der Welt“ von Wim Wenders (1991).
Mitte der 1990er Jahre folgte eine Renovierung, und das Gebäude beherbergte eine Zeit lang einen Virgin Megastore. 2001 wurde das Eden in ein Großhotel mit 134 Zimmern umgebaut. Erhalten blieb praktisch nur die denkmalgeschützte Fassade mit ihren ornamentalen Friesen, der große Saal mit zwei Rängen wurde abgerissen.

## Weblink
- Kurze Geschichte des Kinos

Koordinaten: 38° 42′ 54,9″ N, 9° 8′ 31,3″ W